# Saiyad Raja
Saiyad Raja é uma cidade e uma nagar panchayat no distrito de Chandauli, no estado indiano de Uttar Pradesh.

## Demografia
Segundo o censo de 2001, Saiyad Raja tinha uma população de 15,695 habitantes. Os indivíduos do sexo masculino constituem 52% da população e os do sexo feminino 48%. Saiyad Raja tem uma taxa de literacia de 56%, inferior à média nacional de 59.5%: a literacia no sexo masculino é de 64% e no sexo feminino é de 47%. Em Saiyad Raja, 18% da população está abaixo dos 6 anos de idade.